# Atsuyoshi Furuta
Atsuyoshi Furuta, född 27 oktober 1952 i Hiroshima prefektur, Japan, är en japansk tidigare fotbollsspelare.